# Onorificenze messicane
Le onorificenze messicane consistono in ordini civili, decorazioni e medaglie che vengono conferiti a cittadini e stranieri in riconoscimento dei loro servizi e successi. Derivano principalmente da quelli del Vicereame della Nuova Spagna e non da quelli dei regni indigeni precoloniali che avevano un sistema di onorificenze differente

## Impero Messicano

### Primo Impero(1822 - 1823)

#### Ordine Imperiale di Nostra Signora di Guadalupe
Cavaliere di gran croce decorato di collare dell'Ordine Imperiale di Nostra Signora di Guadalupe
 Cavaliere di gran croce dell'Ordine Imperiale di Nostra Signora di Guadalupe
 Grande ufficiale dell'Ordine Imperiale di Nostra Signora di Guadalupe
 Commendatore dell'Ordine Imperiale di Nostra Signora di Guadalupe
 Cavaliere dell'Ordine Imperiale di Nostra Signora di Guadalupe
(Decreto della Giunta Provvisionale Governativa dell'Impero di costituzione dell'Ordine su proposta di Agustín de Iturbide del 18 febbraio 1822)

### Secondo Impero(1864 - 1867)

#### Ordine Imperiale di Nostra Signora di Guadalupe
Cavaliere di gran croce decorato di collare dell'Ordine Imperiale di Nostra Signora di Guadalupe
 Cavaliere di gran croce dell'Ordine Imperiale di Nostra Signora di Guadalupe
 Grande ufficiale dell'Ordine Imperiale di Nostra Signora di Guadalupe
 Commendatore dell'Ordine Imperiale di Nostra Signora di Guadalupe
 Cavaliere dell'Ordine Imperiale di Nostra Signora di Guadalupe

#### Ordine Imperiale dell'Aquila Messicana
Cavaliere di gran croce decorato di collare dell'Ordine Imperiale dell'Aquila Messicana
 Cavaliere di gran croce dell'Ordine Imperiale dell'Aquila Messicana
 Grande ufficiale dell'Ordine Imperiale dell'Aquila Messicana
 Commendatore dell'Ordine Imperiale dell'Aquila Messicana
 Cavaliere dell'Ordine Imperiale dell'Aquila Messicana
(Decreto d'istituzione del 1º febbraio 1865)

#### Ordine Imperiale di San Carlo
Dama di gran croce dell'Ordine Imperiale di San Carlo
 Dama dell'Ordine Imperiale di San Carlo
(Decreto imperiale del 10 aprile 1865)

## Seconda Repubblica Messicana

#### Ordine Nazionale di Nostra Signora di Guadalupe
Cavaliere di gran croce decorato di collare dell'Ordine Nazionale di Nostra Signora di Guadalupe
 Cavaliere di gran croce dell'Ordine Nazionale di Nostra Signora di Guadalupe
 Grande ufficiale dell'Ordine Nazionale di Nostra Signora di Guadalupe
 Commendatore dell'Ordine Nazionale di Nostra Signora di Guadalupe
 Cavaliere dell'Ordine Nazionale di Nostra Signora di Guadalupe
(Decreto della segreteria di stato e del dipartimento delle relazioni del 29 novembre 1853)

## Stati Uniti Messicani

### Ordini

#### Condecoración Miguel Hidalgo
Collare;
 Croce;
 Fascia;
 Placca;
Concessa dal Presidente della Repubblica per premiare messicani per servizi rilevanti alla nazione o atti eroici
(Decreto del Presidente della Repubblica Messicana dell'8 maggio 1978)

#### Ordine dell'Aquila Azteca

##### Insegne in uso
Collare, concesso ai Capi di Stato;
 Fascia (classe speciale), concessa a Primi ministri e capi di governo, principi ereditari, consorti di capi di Stato o persone di rango equivalente;
 Fascia, concessa a ministri di governo, segretari, membri di famiglie reali e ambasciatori o persone di rango equivalente;
 Placca, concessa a sottosegretari di governo, ministri plenipotenziari, consoli generali, generali di brigata e ammiragli o persone di rango equivalente;
 Venera, concessa a rappresentanti di imprese, colonnelli e tenenti colonnelli, capitani di vascello e impiegati presso ambasciate o persone di rango equivalente;
 Insegna, concessa a rappresentati provvisori di imprese, membri di missioni diplomatiche, capitani e tenenti di marina o persone di rango equivalente;
Concessa dal Ministro degli Affari Esteri a cittadini stranieri benemeriti;

##### Insegne utilizzate fino al 2011
Collare, concesso ai Capi di Stato;
 Gran Croce, concessa a Primi ministri e capi di governo;
 Fascia, concessa a ministri di governo, segretari e ambasciatori;
 Medaglia, concessa a sottosegretari di governo e ministri plenipotenziari o persone di rango equivalente;
 Placca, concessa a rappresentanti di imprese, colonnelli e tenenti colonnelli, capitani di vascello e impiegati presso ambasciate o persone di rango equivalente;
 Venera, concessa a rappresentanti provvisori di imprese e membri di missioni diplomatiche;
 Insegna, concessa a cittadini esteri benemeriti;
 Menzione d'Onore, concessa a cittadini esteri benemeriti;
Concessa dal Ministro degli Affari Esteri a cittadini stranieri benemeriti;

#### Legione d'Onore
Legione d'Onore;
Concessa dal Ministro della Difesa a militari che anno compiuto 30 anni di servizio attivo nelle Forze armate del Messico ed hanno mantenuto un condotta militare e civile degna e onorabile.

### Onorificenze al Valore

#### Decorazione militare al Valore Eroico
Decorazione di prima classe;
 Decorazione di seconda classe;
 Decorazione di terza classe;
Concessa dal Presidente della Repubblica ai militari che in tempo di guerra o di pace hanno compiuto atti di eroismo eccezionale mettendo a rischio la propria vita.

#### Croce di guerra
Croce di guerra;

### Onorificenze al merito

#### Medaglia d'Onore Belisario Domínguez
Classe unica;
Concessa dal Senato della Repubblica per premiare messicani eminenti che attraverso il loro lavoro hanno contribuito al benessere del Messico e del genere umano.
(Decreto del Senato della Repubblica del 28 gennaio 1953)

#### Medaglia al merito militare
Decorazione di prima classe;
 Decorazione di seconda classe;
 Decorazione di terza classe;
Concessa dal Presidente della Repubblica per ricompensare i militari che hanno svolto un servizio distinto e straordinario.

#### Decorazione di merito nella campagna contro il narcotraffico
Classe unica;

#### Decorazione al merito tecnico militare
Decorazione di prima classe, concessa al personale autore di un intervento di utilità per la difesa della nazione o di beneficio positivo per le forze armate;
 Decorazione di seconda classe, concessa al personale distintosi nell'istruzione militare;
Concessa dal Presidente della Repubblica al personale militare e civile messicano e straniero benemerito.

#### Decorazione al merito sportivo
Decorazione di prima classe;
 Decorazione di seconda classe;
 Decorazione di terza classe;
 Decorazione di quarta classe;
Concessa per ricompensare i militari che hanno svolto un servizio distinto e straordinario nei vari rami dello sport.

#### Decorazione al merito facoltativo
Decorazione di prima classe, concessa agli studenti che durante gli anni di studio hanno sempre ottenuto il primo premio;
 Decorazione di seconda classe,concessa agli studenti che durante gli anni di studio hanno ottenuto il primo e secondo premio o solo un premio;
Concessa per ricompensare gli studenti de le scuole superiori che hanno realizzato brillantemente studi militari ottenendo primi o secondi premi.

### Decorazioni per anzianità di servizio

#### Decorazione di congedo
Decorazione di congedo;
Concessa dal Ministro della Difesa ai militari che a seguito di una brillante carriera militare si congedano.

#### Croci per anzianità di servizio militare
50 anni di servizio;
 45 anni di servizio;
 40 anni di servizio;
 35 anni di servizio;
 30 anni di servizio;
 25 anni di servizio;
 20 anni di servizio;
 15 anni di servizio;
 10 anni di servizio;

### Premio Nazionale della Scienza
Classe unica;
Concessa dalla Segreteria dell'Educazione Pubblica per premiare il contributo all'avanzamento tecnologico e scientifico del paese nelle categorie di scienze fisiche, matematiche e naturali e tecnologia, innovazione e disegno.

### Premio Nazionale dell'Arte e della Letteratura
Classe unica;
Concessa dalla Segreteria della Cultura per premiare il contributo all'avanzamento culturale del paese nelle categorie di linguistica e letteratura, di belle arti, di storia, scienze sociali e filosofia e di arte e tradizioni popolari.

### Premio Nazionale di Demografia
Classe unica;
Concessa dal governo per il contributo alla risoluzione dei problemi demografici del Messico.

### Premio Nazionale per lo Sport
Classe unica;
Concessa dal presidente per eccellenti risultati sportivi ottenuti da atleti messicani.

### Premio Nazionale per il Merito Sportivo
Classe unica;
Concessa dal presidente per il contributo allo sport da parte di atleti e allenatori messicani.